# Stephen G. Brush
Stephen George Brush (né le 12 février 1935) est un historien des sciences américain dont la carrière se déroule à la fin du XXe siècle et au début du XXIe siècle. Ses recherches ont abouti à des centaines d'articles de journaux et à plus d'une douzaine de livres. 

## Formation et carrière
Brush est né à Bangor, dans le Maine, aux États-Unis. Il étudie la physique et la chimie à l'université Harvard. Il obtient un baccalauréat en sciences en physique à 20 ans en 1955. Il est sélectionné comme boursier Rhodes et obtient son doctorat en physique de l’université d’Oxford en Angleterre en 1958.   
Brush travaille pendant six ans en tant que physicien au Laboratoire national de Lawrence Livermore en Californie, dans le domaine de la mécanique statistique et de la physique des plasmas. En 1965, il retourne en Nouvelle-Angleterre, où il enseigne la physique à l'université Harvard. Là, il participe à l’élaboration d’un programme d’études de physique au lycée appelé Harvard Project Physics (en), qui utilise des récits de l’histoire de la physique pour faire participer les élèves.   
En 1968, Brush accepte un poste de professeur permanent en histoire des sciences à l'université du Maryland, College Park. Il occupe un poste conjoint unique dans le département d'histoire et à l'Institut des sciences physiques et de technologie. Brush prend sa retraite de l'université du Maryland en 2007 après 39 ans. À la retraite, il occupe le poste de professeur titulaire, avec le titre de professeur distingué d'histoire des sciences.   
Brush est actif dans le service universitaire au cours de sa carrière à l'université du Maryland, notamment au poste de président du Sénat universitaire de College Park Campus. Brush s'intéresse particulièrement à l'histoire de la physique et il est le fondateur et l'ancien co-rédacteur en chef de la History of Physics Newsletter de la Société américaine de physique. Il est très actif dans les organisations professionnelles de physique et d’histoire des sciences et a été président de la Société internationale pour l’histoire des sciences de 1990 à 1991. 
Depuis 2013, Brush est inscrit au conseil consultatif du National Center for Science Education. 

## Prix et distinctions
En 1977, Brush devient membre de la Société américaine de physique et en 1981, il est élu membre de l'Association américaine pour l'avancement des sciences. 
Brush reçoit en 1977 le prix Pfizer décerné par l’History of Science Society du meilleur livre sur l'histoire des sciences pour son livre The Kind of Motion We Call Heat, paru en 1976,,. 
En 2004 il est lauréat du prix Rabbitt d'histoire de la géologie décerné par la Société américaine de géologie
En 2009, il reçoit le prix Abraham Pais d'histoire des sciences de la Société américaine de physique. 
Brush est conférencier d'honneur au lancement de l'université des sciences de Philadelphie en 2015, au cours duquel il a également reçu un diplôme honorifique.

## Travaux

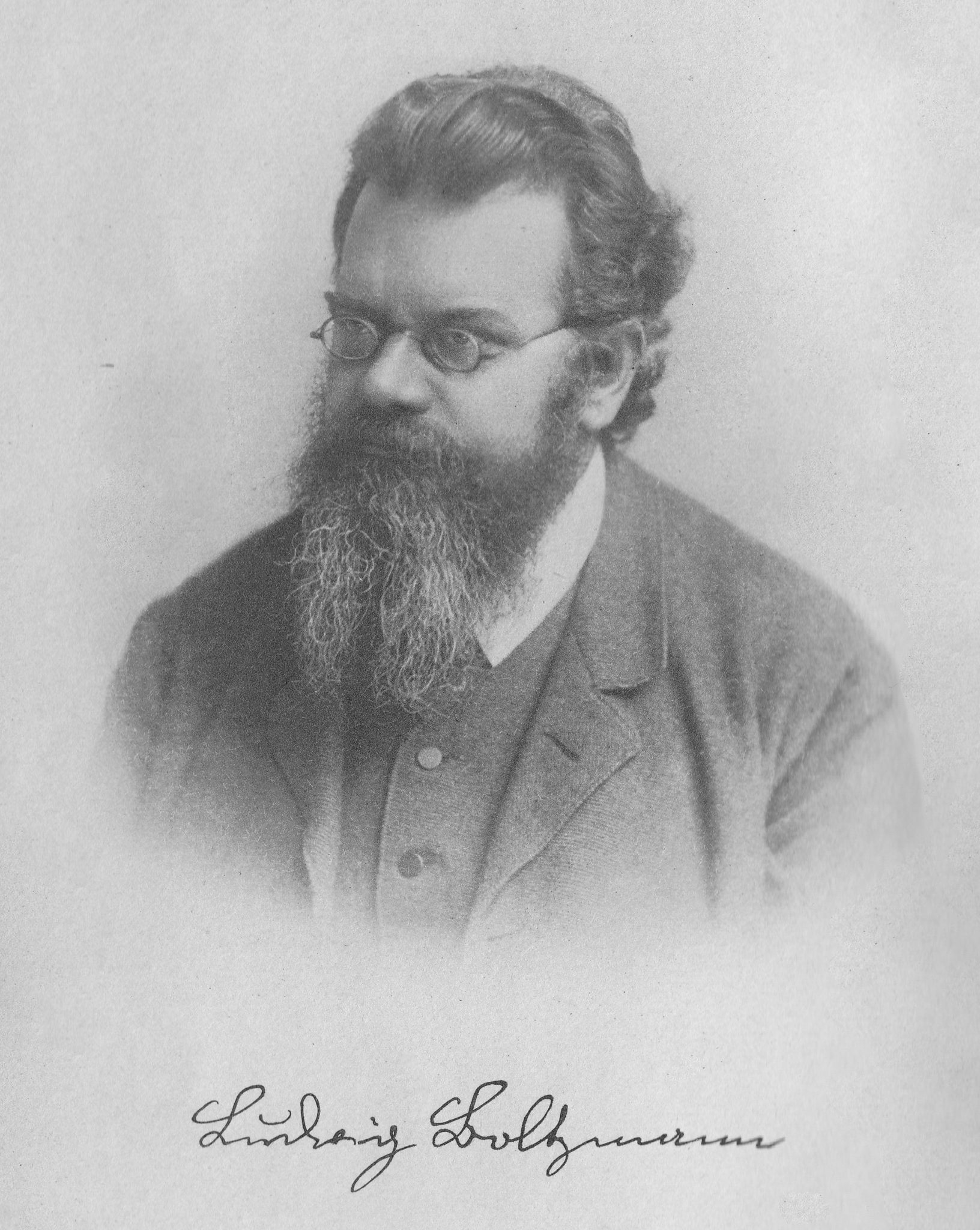
Ludwig Boltzmann (1844-1906).

Brush est historien des sciences depuis le début des années 1960. Certains de ses domaines de recherche incluent la mécanique statistique et la thermodynamique, ainsi que plusieurs domaines de la géophysique : l'hypothèse de la nébuleuse, la découverte du noyau terrestre par les ondes sismiques, les théories de l'origine de la Lune et l'âge de la Terre. Plus tard, il s’intéresse à la sélection naturelle et aux débats qui se poursuivent entre les partisans de l’évolution et ceux du créationnisme et, plus généralement, à la manière dont les théories sont acceptées par la communauté scientifique. 
Ses travaux sur l'histoire de la thermodynamique débutent par une série d'essais dans Annals of Science (1957/1958) sur la théorie cinétique des gaz. Dans ce travail, il attire l'attention sur des précurseurs oubliés de la théorie cinétique tels que John Herapath et John James Waterston, qui ont formulé la loi de la distribution égale en 1845, rejetée par la Royal Society. En 1964, Brush traduit en anglais les conférences de Ludwig Boltzmann sur la théorie des gaz et édite plusieurs volumes de réimpressions d'œuvres classiques issues de la mécanique statistique. Son premier ensemble de deux ouvrages sur la théorie cinétique des gaz est publié par Pergamon Press en 1966. Le troisième volume de la série est publié en 1972. Il est suivi d'un ensemble en deux volumes intitulé The Kind of Motion We Call Heat, publié en 1976 et The Temperature of History, en 1978 (voir la liste des publications). 
Les deux volumes rassemblent de façon convenable un grand nombre d'articles sur la théorie cinétique des gaz et la mécanique statistique durant les deux dernières décennies.
De façon plus détaillée, la première partie du premier tome consiste en un exposé introductif de l'histoire de la théorie cinétique, d'abord au XIXe siècle, mais avec des excursions dans les époques antérieures et ultérieures. La seconde partie intitulée « Personnalités » comporte des études biographiques de Herapath, Waterston, Clausius, Maxwell, Boltzmann, Van der Waals et Mach. Et à l'exception de Waterston, il s'agit de reprises ou d'adaptations d'articles précédemment publiés par le Pr Brush.
Au cours des années 1980 et 1990, les recherches de Brush se tournent vers l'étude des théories sur l'origine du système solaire, de la lune et de la terre. En plus de nombreux articles de journaux, ses travaux aboutissent à une série de trois volumes intitulée A History of Modern Planetary Physics. Il continue également à écrire sur l'histoire des sciences pour des publics moins spécialisés. En 1988, Brush publie The History of Modern Science. A Guide to the Second Scientific Revolution 1800–1950. Un livre sur l'histoire de la physique pour non-scientifiques écrit avec son ancien collègue de Harvard, Gerald Holton, intitulé Physics, the human adventure, from Copernicus to Einstein and beyond, est publié en 2001. Depuis 2001, Brush étudie la question de savoir pourquoi diverses théories scientifiques, telles que la théorie de la relativité ou le système périodique d'éléments de Mendeleïev, prévalent. Cette voie de recherche culmine dans son livre de 2015 intitulé Making 20th Century Science: How Theories Became Knowledge .

## Publications
Pour une liste complète des publications de Brush, voir son site Web. 

### Mécanique statistique
- Kinetic theory: introduction and original texts. Oxford, Pergamon Press, 1965-72.
  - Volume 1 (1965) The Nature of Gases and of Heat – excerpts and works by Robert Boyle, Isaac Newton, Daniel Bernoulli, George Gregory, Robert Mayer, James Prescott Joule, James Clerk Maxwell, Rudolf Clausius, Hermann von Helmholtz with commentary by Brush
  - Volume 2 (1966) Irreversible Processes - excerpts and works by  Maxwell, Lord Kelvin, Boltzmann, Henri Poincaré, Ernst Zermelo
  - Volume 3 (1972), The Chapman-Enskog Theory of the transport equation of moderately dense gases (work of David Enskog, Sydney Chapman, David Hilbert)
- The Kind of Motion We Call Heat – A History of the Kinetic Theory of Gases in the 19th Century. North Holland 1976, 2 volumes,
- Statistical Physics and the Atomic Theory of Matter from Boyle and Newton to Landau and Onsager. Princeton University Press, 1983,
- The Kinetic Theory of Gases – An Anthology of Classical Papers with Commentary. Imperial College Press 2003,
- Avec Elizabeth Garber & C. W. F. Everitt: Maxwell on Molecules and Gases. MIT Press 1986,
- Avec Elizabeth Garber & C. W. F. Everitt: Maxwell on Heat and Statistical Mechanics: on Avoiding All “Personal Inquiries“ of Molecules. Lehigh University Press 1995,
- Stephen G. Brush, « Milestones in mathematical physics - Proof of the impossibility of ergodic systems: the 1913 papers of Rosenthal and Plancherel. », Transport Theory & Statistical Physics, vol. 1,‎ 1973, p. 287-298 (lire en ligne)[14].

### Géophysique
- Theories of Origins of the Solar System 1956–1985. In: Reviews of Modern Physics, volume 62, 1990, p.42–112
- A History of Modern Planetary Physics. 3 volumes, Cambridge University Physics 1995
  - Volume 1: Nebulous Earth: the origin of the solar system and the core of the Earth from Laplace to Jeffreys,
  - Volume 2: Transmuted Past: the age of the Earth and the evolution of the elements from Lyell to Patterson,
  - Volume 3: Fruitful Encounters: the origin of the solar system and of the moon from Chamberlin to Apollo,
- Discovery of the Earth’s Core. In: American Journal of Physics, volume 48, 1980, p. 705
- Avec Helmut Landsberg: History of Geophysics and Meteorology – an annotated bibliography . Garland Publishing, 1985,
- Avec CS Gillmor: Geophysics. in: Brown, Pais, Pippard (Editeurs): Twentieth Century Physics. 3 vol. IOP Publishing, 1995,

### Histoire des sciences
- Avec Gerald Holton: Introduction to Concepts and Theories in the Physical Sciences. 2e éd. Addison-Wesley, 1973 (Réédition du livre de Holton en 1952).
- The Temperature of History: Phases of Science and Culture in the Nineteenth Century . Burt Franklin Publisher, New York 1978.
- éditeur: Maxwell on Saturn's Rings. Maxwells Unpublished Manuscripts and Letters on the Stability of Saturn’s Rings. MIT Press 1983.
- Avec Lanfranco Belloni: The History of Modern Physics. An Annotated Bibliography . Garland Publishing, New York 1983.
- Editeur: History of Physics. Selected Reprints . Association américaine des professeurs de physique, College Park 1988,
- Avec Gerald Holton: Introduction to Concepts and Theories in the Physical Sciences . 3ème édition, Princeton University Press 1985.
- The History of Modern Science. A Guide to the Second Scientific Revolution 1800–1950. Iowa State University Press 1988.
- Avec Gerald Holton: Physics, the Human Adventure: from Copernicus to Einstein and beyond. Rutgers University Press 2001.
- Choosing Selection: the revival of natural selection in Anglo-American evolutionary biology , 1930-1970. American Philosophical Society, 2009.
- Avec Ariel Segal: Making 20th Century Science: How Theories Became Knowledge . Oxford University Press, 2015.